# Eichhof (Treuchtlingen)
Eichhof ist ein Gemeindeteil der Stadt Treuchtlingen im Landkreis Weißenburg-Gunzenhausen (Mittelfranken, Bayern). Eichhof liegt in der Gemarkung Möhren.

## Lage und Verkehr
Die Einöde liegt in der Südlichen Frankenalb südwestlich von Möhren und nördlich von Gundelsheim. Nördlich befindet sich das Waldgebiet Grottenhof. Zu erreichen ist der Eichhof über eine Abzweigung kurz vor Gundelsheim von der in Möhren beginnenden Kreisstraße WUG 6. Eine weitere Zufahrtsmöglichkeit ist von Möhren aus über die Schloßstraße und weiter über die Straße „Zum Sportplatz“ bzw. über die Kohlschlagstraße möglich.

## Ortsnamensdeutung
Der Ortsname bedeutet „Hof bei den Eichen“.

## Geschichte
In die Wand des Wohngebäudes des Eichhofs ist ein römischer Grabstein eingelassen.
Der Hof wurde um 1065 zusammen mit Gundelsheim als das „Gut zu Großaich“ (= Gut an der großen Eiche) von Adalbert von Dambach an das Kloster St. Ulrich und Afra in Augsburg übergeben. Um 1150 erscheint die Einöde als „Grozzenhaicha“. 1175 bezog das Kloster aus acht Huben „ad quercum magnam“ (= bei der großen Eiche) Abgaben. 1390 wird in einer Urkunde des Klosters der Hof als „ze der grozzen Aych“ bezeichnet; damals verkaufte das Kloster das dortige Lehen an Rudolf den Witstat zu Pappenheim. 1508 verlieh Jörg von Pappenheim ein Drittel des großen und kleinen Zehnt von „Großenaich“ an Leonhard von Schaffhausen. 1716 ging der Zehentanteil an Franz Fortunat Freiherr von Ißelbach. Ab 1800 kommt die heutige Ortsnamensform „Eichhof“ vor. 1836 wird von „Eichhof oder Großeneich (Pfarrei Gundelsheim)“ gesprochen.
Am Ende des Heiligen Römischen Reiches war der Eichhof pfalz-neuburgisch und unterstand dem Kastenamt Graisbach; die Grundherrschaft (und Ortsgerichtsbarkeit auch noch in bayerischer Zeit) hatten die Grafen Fugger von Nordendorf als die Herren von Möhren-Gundelsheim inne. Die 1815 gebildete Patrimonialgerichtsbarkeit II. Klasse des Carl Anton Graf von Fugger-Nordendorf auf dem Rittermannlehen zu Möhren wurde durch Bayern 1848 aufgehoben.
Seit 1806 im Königreich Bayern, wurde der Eichhof 1808 dem Steuerdistrikt „Moehrn“ (= Möhren) im Landgericht/Rentamt Graisbach-Monheim zugeteilt; dieses ging 1862 im Bezirksamt (ab 1939 Landkreis) Donauwörth auf. Im Zuge der Gebietsreform in Bayern wurde die Gemeinde Möhren und damit auch der Eichhof mit Wirkung vom 1. Juli 1972 in die Stadt Treuchtlingen im Landkreis Weißenburg eingegliedert. Damit wechselte der Eichhof vom Regierungsbezirk Schwaben in den Regierungsbezirk Mittelfranken über. Seitdem ist Eichhof einer von 54 amtlich benannten Gemeindeteilen Treuchtlingens.
1984 heißt es, Eichhof sei ein „moderner Vollerwerbsbetrieb mit gemischter Landwirtschaft“.

### Einwohnerzahlen
- 1961: 12 Einwohner, 1 Wohngebäude[11]
- 1987: 4 Einwohner[1]

## Sehenswürdigkeiten
- Römischer Grabstein (Eichhof), um 200 n. Chr.